# Menlo, Georgia
Menlo är en ort i Chattooga County i Georgia. Enligt 2010 års folkräkning hade Menlo 474 invånare, en liten minskning från 485 invånare år 2000.